# Neal Morse
Neal Morse (Van Nuys, California, 2 de agosto de 1960) es un músico multinstrumentista y compositor de rock progresivo con sede en Nashville, Tennessee, reconocido por su gran versatilidad musical.

## Origen
Morse creció en Valle de San Fernando de Los Ángeles siendo uno de cuatro hermanos. Su hermana es maestra en el distrito escolar de Walnut Creek. Su padre era director de coro. Morse comenzó a tomar lecciones de piano a la edad de 5 años, poco después aprendió guitarra. Cuando tenía veinte años escribió dos comedias musicales (Hit Man y Homeland). Hizo algunas sesiones como cantautor en Los Ángeles y grabó algunas demos de country y western con su hermano Richard.

## Antecedentes musicales

### Con Spock's Beard
Después de unos 10 años, cansado de la escena musical en Los Ángeles viajó por Europa durante varios años tocando en pequeños clubes e inclusive en la calle. A su regreso a Estados Unidos formó la banda Spock's Beard con su hermano Alan. Su primer álbum, The Light, fue un éxito moderado. Spock's Beard pronto se convirtió en una de las bandas más exitosas de rock progresivo de los años noventa (junto a Dream Theater, Porcupine Tree y The Flower Kings).

### Con Transatlantic
Si bien Morse se mantuvo con Spock's Beard, también desarrolló algunos proyectos como solista. En el año 2000 Neal Morse se unió a Mike Portnoy, baterista de Dream Theater, Roine Stolt, guitarrista de The Flower Kings, y Pete Trewavas, bajista de Marillion para formar el grupo Transatlantic con quienes grabó 4 álbumes de estudio, SMPTe (lanzado en el año 2000), Bridge Across Forever (2001), The Whirlwind (octubre, 2009), Kaleidoscope (2014) y dos álbumes en vivo, Live in Europe y Live in America, apoyados en vivo por el guitarrista invitado Daniel Gildenlöw, de Pain of Salvation.

### Como Solista
Neal Morse se convirtió al cristianismo en 2002, dejó Spock's Beard y Transatlantic poco después de que saliera el álbum de Snow con Spock's Beard. El periodo que lo llevó a tomar esa decisión está descrito en el álbum Testimony (2003), en donde hay una colaboración de Kerry Livgren exguitarrista de Kansas y Mike Portnoy. Una parte de la conversión al cristianismo omitida en el álbum pero descrita por completo en la versión en vivo, es que a su hija Jayda le fue diagnosticado una deficiencia cardiaca que requería una operación a corazón abierto, Neal afirma que después de orar a Dios, el corazón de Jayda fue completamente sanado de manera milagrosa; los médicos afirmaron que no tenían explicación alguna.
El 18 de mayo de 2003, Morse tomó parte en el proyecto Yellow Matter Custard, miembros de este proyecto fueron: Mike Portnoy (Dream Theater), Paul Gilbert (Racer X, Mr. Big), y el Bajista Matt Bissonnette, una banda que ejecutó covers de los Beatles y, con quienes grabó un disco doble y un DVD. [Más adelante en el caso de Mike Portnoy junto a Paul Gilbert, Gary Cherone (Extreme) en la voz y Billy Sheehan (DLR Band, Mr. Big) en el Bajo eléctrico; grabarían un proyecto similar llamado "Bootleg" en donde rinden tributo a una de las bandas de Rock que más han influenciado, The Who]. 
En 2004, Morse escribió y grabó un nuevo álbum conceptual con Mike Portnoy y Randy George en el bajo. El virtuoso guitarrista Phil Keaggy hizo aparición como invitado en guitarra y voz. El álbum, titulado One, es sobre la relación del hombre con Dios desde su perspectiva cristiana y fue lanzado el 2 de noviembre de 2004.
En 2005, Morse publicó dos álbumes cristianos no-progresivos. En enero, Morse grabó Lead Me Lord con un coro góspel cristiano de su congregación, sus hijos y sus amigos. Este fue lanzado en febrero. En julio, Morse lanzó God Won't Give Up, que fue escrito en torno al lanzamiento de Snow. Este es un álbum pop similar a It's Not Too Late, pero con letras cristianas.
En el verano de 2005, un miembro de su iglesia se acercó a Morse para decirle que debería hacer un álbum sobre el Tabernáculo y que debería guardar en secreto. Morse mencionó que ya estaba trabajando en un proyecto secreto. Éste le escribió una nota y estaba convencido de que él (Neal), debe de hacer el proyecto. Neal menciona que durante una entrevista de radio creó un rumor de que iba a hacer el álbum. Hubo un concurso publicado en su tablero de mensajes y en su página para adivinar por parte de los participantes, el tema y el significado del álbum, basados en una serie de pistas. El proyecto secreto fue finalmente revelado como: ? (También conocido como The Question Mark) y que hace referencia al tabernáculo (bíblico) hebreo en el desierto, (es decir, -el recinto sagrado de Dios- diseñado y construido en tiempos de Moisés), comparándolo con el -tabernáculo (recinto sagrado de Dios) en el corazón del hombre. La banda estaba conformada por Neal, Mike Portnoy, y Randy George y como invitados Mark Leniger, Alan Morse, Roine Stolt, Steve Hackett y Jordan Rudess.
En el año de 2006 edita el álbum Cover to Cover, que es una colección de temas de otras bandas de rock de diversas épocas y que fueron grabadas durante las sesiones de ?, One y Testimony; y que fueron ejecutadas por Neal, Mike y Randy proveyendo de esta forma un nuevo enfoque a su carrera solista, de que no era tan adverso a tocar canciones estrictamente no-religiosas. Ha salido también una segunda versión (Cover to Cover 2) de este mismo concepto y que se encuentra a la venta actualmente.
A principios de 2007 Morse lanzó su más reciente álbum de rock progresivo titulado: "Sola Scriptura", que es un álbum conceptual que detalla la vida y luchas del teólogo y reformador alemán Martín Lutero, en pro del regreso de la Iglesia católica a la esencia del cristianismo original, a la lectura de la Biblia, y sobre todo que ésta estuviera disponible y al alcance para su lectura, para todas las personas en todo el mundo en el siglo XVI, pues durante muchos siglos la Iglesia católica propagó un periodo de oscurantismo severo. Neal Morse en esta ocasión invita a Mike Portnoy y a Randy George, una vez más se asociaron con Morse para la grabación de este álbum. También se sumó como músico invitado Paul Gilbert (de Racer X y Mr. Big )
(con quien había trabajado también en el proyecto de Yellow Matter Custard) y que ejecutó la guitarra en algunas de las canciones de este álbum.
Inmediatamente después de la liberación de "Sola Scriptura", Morse publicó un álbum acústico titulado "Songs From The Highway".
En el año 2008 lanzó el disco "Secret Place" (de la serie de discos "Worship Session"), además del disco progresivo "Lifeline" (primer disco no-conceptual progresivo de su etapa como solista, también pública un DVD doble llamado "Sola Scriptura and Beyond", el cual fue grabado en Holanda el 26 de mayo de 2007, durante el festival Io-Pages, en este DVD muestra a la nueva banda que lo acompañara en sus giras, ellos son Paul Bielatowicz (guitarra), Collin Leijenaar (batería) Jessica Koomen (voz, teclado) Henk Doest (teclado) Wilco van Esschoten (bajo).
El penúltimo disco doble de estudio: "Testimony 2", el cual fue lanzado el 23 de mayo de 2011.
Lo nuevo de este gran maestro del Rock Progresivo con músicos: Neal Morse - vocales, guitarra, teclados; Randy George - bajo; 
Mike Portnoy - batería; Adson Sodre - guitarra; Paul Gilbert - guitarra; sumamente genial como todo lo que hace este maestro es el CD "Momentum" (2012), trabajo de alto impacto, y no sin dejar de lado la versión en vivo grabada el 11 de octubre de 2012 en Nueva York y lanzada en 2013.

## Discografía
Álbumes Rock Progresivo
- Testimony (septiembre de 2003)
- One (noviembre de 2004)
- God Won't Give Up (julio de 2005)
- Cover to Cover (agosto de 2005)
- Lead Me Lord (Worship Sessions Volume 1) (agosto de 2005)
- ? (Question Mark) (noviembre de 2005)
- Send the Fire (Worship Sessions Volume 2) (marzo de 2006)
- Sola Scriptura (marzo de 2007)
- Neal Morse -Live (?)- (2007)
- Secret Place (Worship Sessions Volume 3) (2008)
- Lifeline (octubre de 2008)
- Worship Sessions Volume IV: The River (2009)
- Neal Morse -So Many Roads- Live In Europe (3 CD en Digipack) (2009)
- Mighty To Save (Worship Sessions 2010) (2010)
- Testimony 2 (mayo de 2011)
- Testimony 2 - Live in Los Angeles (2011)
- Cover 2 Cover (2012)
- Momentum (Studio) (2012)
- Neal Morse (Live Momentum) Oct. 12, NY,(2 DVD + 3 CD en Digipack) (2013)
- The grand experiment (febrero de 2015)
- The Similitude of a Dream (noviembre de 2016)
- Jesus Christ The Exorcist: A Progressive Rock Musical (junio de 2019)
- The Great Adventure (2019)
- Sola Gratia (2020)
- Jesús Christ The Exorcist, Live At Morsefest 2018 (1 CD +2 DVD) (2020)
- Innocence and Danger (2021)
- The Dreamer - Joseph, Part One (2023)
- The Restoration - Joseph, Part Two (2024)

Álbumes Rock
- Neal Morse (octubre de 1999)
- Merry Christmas From The Morse Family (2000)
- It's Not Too Late (junio de 2001)
- Songs From The Highway (Álbum acústico) (2008)